# Paradiso - Canto secondo

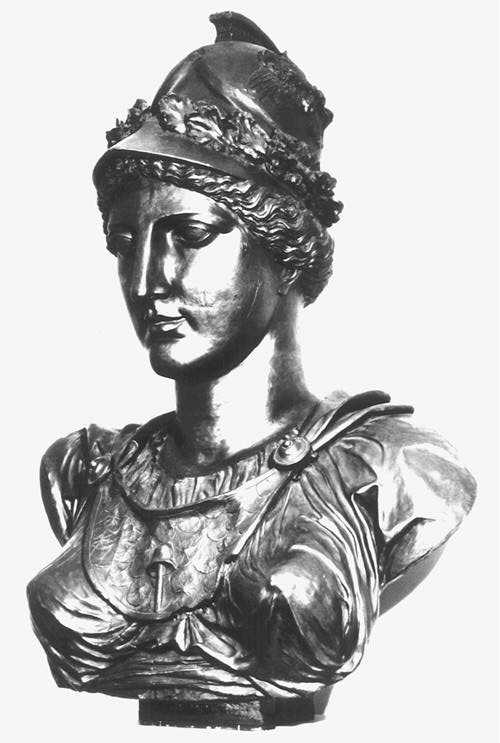
Minerva, la dea a cui si rivolge Dante all'inizio del canto

Il canto secondo del Paradiso di Dante Alighieri si svolge nel cielo della Luna, ove risiedono le anime di coloro che mancarono ai voti fatti; siamo nel pomeriggio del 13 aprile 1300, o secondo altri commentatori del 30 marzo 1300.

## Argomento
(Anonimo commentatore dantesco del XIV secolo)

## Temi e contenuti

### Ammonimento ai lettori - versi 1-18
Il canto si apre con l'ammonimento di Dante rivolto a coloro che sottovalutano gli ardui problemi teologici, perché tornino sui propri passi. Sarebbe come pretendere di seguire una grande nave con una piccola barca. L'argomento, mai affrontato da altri, è ispirato da Minerva e diretto da Apollo; il cammino risulta illuminato dalle nove Muse. I pochi lettori che si sono preparati sin dalla giovinezza a trarre dal sapere filosofico un nutrimento vitale ma non esauriente potranno mettersi in mare aperto, seguendo la scia lasciata dalla nave del poeta. Essi, nell'ascoltare la narrazione del poeta, rimarranno più sorpresi degli Argonauti alla vista del loro capo Giasone divenuto contadino.

### Il cielo della Luna - vv. 19-45
Dopo il solenne preambolo, riprende la narrazione. Dante e Beatrice sono  
trascinati verso l'alto dal desiderio dell'Empireo, alla velocità con cui ruota il cielo stellato. Beatrice già rivolge gli occhi in alto mentre Dante la fissa. Nel brevissimo tempo  in cui una freccia appena scoccata raggiunge il bersaglio, Dante si trova in un luogo mirabile che attira tutta la sua attenzione. Lei, che può leggere nel pensiero, invita il poeta ad indirizzare la sua mente a Dio in segno di riconoscenza per aver raggiunto il cielo della Luna.

Dante, quindi, descrive le sue sensazioni: gli sembra di essere avvolto da una nube splendente simile ad un diamante illuminato dal sole. La luna accoglie entrambi dentro di sé, senza aprirsi, come la superficie dell'acqua riceve un raggio di luce. Sulla Terra non si può ben comprendere come un corpo solido possa penetrare in un altro uguale senza modificarsi. Da ciò viene suscitato ulteriormente il desiderio del cielo, per vedere in Cristo l'uomo e Dio. Ivi il dogma apparirà chiaro come l'assioma in cui l'uomo crede senza bisogno di dimostrazione.

### Teoria delle macchie lunari e delle influenze astrali - vv.46-148

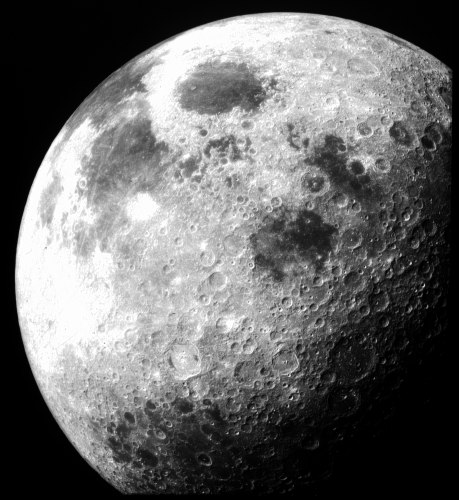
La Luna fotografata da Apollo 12

Dopo aver ringraziato Dio, Dante chiede a Beatrice la spiegazione del fenomeno delle macchie lunari, ed in seguito alla richiesta di Beatrice espone la sua teoria in proposito, ossia che le macchie lunari dipendono dalla cangiante densità delle diverse parti del corpo.

Beatrice confuta questa tesi, argomentando su due diversi livelli: prima esponendo una considerazione di carattere generale, quindi una basata sull'esperienza. Anzitutto ella nota che se la diversità dei corpi celesti dipendesse soltanto da un fattore materiale, e non qualitativo, tutti gli astri eserciterebbero sugli esseri umani la stessa influenza, quale con più quale con meno intensità, ma ciò è assurdo, perché ad astri diversi corrispondono influssi diversi. Quindi Beatrice fornisce un'ulteriore spiegazione, affermando che se fosse vero ciò che pensa Dante, la Luna, in corrispondenza della macchie lunari, dovrebbe avere o una densità nulla che l'attraversi da parte a parte o una densità minore che si interrompe oltre una certa profondità. Entrambe queste tesi sono facilmente confutate: per la prima Beatrice ricorre all'esperienza delle eclissi di sole, dalle quali si evince che la luna non è cava; per la seconda descrive un esperimento fisico che Dante è invitato a riprodurre: presi tre specchi e posti a distanza disuguale da una fonte di luce, la luce riflessa appare identica nella qualità, e non più scura, anche se diversa nella quantità, ossia nell'intensità, quindi sarebbe assurdo pensare che la semplice riflessione di un raggio di luce ad una profondità diversa del corpo lunare provocherebbe una colorazione maggiormente scura della superficie.

Beatrice, una volta dissipati gli errori, fornisce la complessa spiegazione corretta, non fisica, ma metafisica, del fenomeno: la luminosità dei corpi celesti varia come varia da stella a stella la forza della virtù (ossia influsso celeste), la quale si diversifica e costituisce una differente unità con ogni singolo astro a cui si unisce (c'è un riferimento alla credenza dell'epoca secondo la quale le pietre preziose diventavano tali, da semplici sassi che erano, grazie alla luce delle stelle: ogni stella generava una diversa pietra). Il moto e l'influenza delle sfere celesti, infatti, dipendono dalle intelligenze angeliche come l'abilità nell'uso del martello dipende dalla mente del fabbro; come nel corpo umano l'anima pur restando una si manifesta in organi diversi per compiere diverse funzioni, così l'intelligenza angelica dal cielo ottavo si dispiega di cielo in cielo e si manifesta in forme diverse fondendosi con la diversa materia dei vari astri.

Da tutto questo deriva il variare di luminosità da stella a stella e quindi anche (Dante deve intuirlo) l'aspetto caratteristico delle "macchie" della Luna.

## Analisi
Dopo il severo monito ai lettori inadeguati, Dante descrive il fulmineo volo al cielo della Luna che avviene mediante un duplice fissarsi degli sguardi (quello di Beatrice verso il cielo, e quello di Dante negli occhi di lei), con una similitudine divenuta uno dei più famosi esempi di Hysteron proteron: una freccia che si vede sul bersaglio, poi in volo, poi nel momento in cui viene scoccata.

Segue la sensazione nettissima dell'ingresso in una materia nuova (indicata dai quattro aggettivi "lucida, spessa, solida e pulita") e subito sorge il dubbio relativo alla impenetrabilità dei corpi. Ad esso il poeta stesso risponde facendo appello alla fede che consentirà di giungere alla comprensione di un mistero ben più alto, ovvero la doppia natura, umana e divina, di Gesù Cristo.

Ad un altro dubbio, o meglio ad una esplicita domanda, Beatrice dedica un'ampia e articolata risposta, che si estende per circa due terzi del canto, sino alla fine di esso. Si manifesta qui pienamente la funzione di Beatrice, in quanto guida spirituale, di maestra di sapienza filosofico-teologica. Tale compito, già emerso nel primo canto (vv.103-141), sarà sviluppato coerentemente, in modo esteso e impegnativo sul piano dottrinale, nel corso di tutta la cantica.

Può sorprendere che una questione tutto sommato secondaria come quella delle macchie lunari (fonte, come lo stesso Dante accenna, di leggende e interpretazioni popolari) offra lo spunto per un excursus dottrinale centrato sulla cosmologia scolastica e intessuto di riferimenti a vari sapienti del mondo antico e medioevale. In realtà, l'elaborata costruzione e l'evidente impegno espressivo contribuiscono a sottolineare lo scopo del testo, ossia la ritrattazione da parte di Dante della convinzione alla quale egli aveva in precedenza aderito, ossia quella di matrice averroistica della varia densità della materia come causa delle macchie lunari. Il superamento dell'averroismo verso l'approdo ad una concezione scolastica è un passaggio importante nella formazione filosofica di Dante. Il problema circoscritto delle macchie lunari è inserito nell'ambito complessivo delle influenze dei cieli sul mondo terreno. Si passa dunque dall'ambito fisico (nel II Trattato del Convivio Dante aveva ripreso la tesi di Averroè) all'ambito metafisico e teologico: la sapienza teologica è posta a fondamento di ogni particolare spiegazione, anche di fenomeni naturali.